# Jesús Montoya
Jesús Montoya Alarcón (Cabezo de Torres; 4 de diciembre de 1963) es un exciclista español, profesional desde 1987 hasta 1996.
Era un corredor de baja estatura y poco peso, lo cual le hacía especialmente bueno en la montaña. Su mejor año deportivo fue 1992, en el cual fue líder durante 12 días de la Vuelta a España y terminó segundo por detrás de Tony Rominger. Al año siguiente, sólo pudo ser quinto en la Vuelta, si bien logró una victoria de etapa, con final en el Alto Campoo de la Sierra de Híjar.
En la actualidad, es propietario de varias plantaciones de cítricos en Murcia, donde reside. Además posee una tienda de ropa especial para ciclismo, también en Murcia.[cita requerida]

## Palmarés
| 1986 - Santikutz Klasika - Circuito Montañés - 2.º en la Vuelta al Bidasoa - 3.º en la Vuelta a Navarra 1987 - 1 etapa de la Vuelta a Cantabria 1990 - Vuelta a los Valles Mineros - 1 etapa de la Volta a Cataluña 1991 - G.P. Primavera - 1 etapa de la Vuelta a España | 1992 - 2.º en la Vuelta a España - 1 etapa en la Vuelta a Andalucía 1993 - 1 etapa de la Vuelta a España, más la Clasificación de la combinada - Subida al Naranco 1994 - 1 etapa de la Semana Catalana 1995 - Campeonato de España |

## Resultados en Grandes Vueltas y Campeonato del Mundo
| Carrera         | 1987 | 1988  | 1989 | 1990 | 1991 | 1992 | 1993  | 1994 | 1995 | 1996 |
| --------------- | ---- | ----- | ---- | ---- | ---- | ---- | ----- | ---- | ---- | ---- |
| Giro de Italia  | -    | -     | -    | -    | -    | -    | -     | Ab.  | 27.º | -    |
| Tour de Francia | -    | -     | -    | -    | 74.º | 69.º | 117.º | -    | -    | Ab.  |
| Vuelta a España | 67.º | 104.º | -    | 18.º | 23.º | 2.º  | 5.º   | Ab.  | 37.º | Ab.  |
| Mundial en Ruta | -    | -     | -    | -    | -    | -    | -     | -    | -    | -    |

## Equipos
- Kas (1987-1988)
- Teka (1989)
- BH (1990)
- Amaya Seguros (1991-1993)
- Banesto (1994-1995)
- Motorola (1996)